# Tom Sawyer (film, 2011)
Pour plus de détails, voir Fiche technique et Distribution.
Pour les articles homonymes, voir Tom Sawyer (homonymie).
Tom Sawyer est un film allemand réalisé par Hermine Huntgeburth, sorti en 2011.

## Fiche technique
- Titre original : Tom Sawyer
- Réalisation : Hermine Huntgeburth
- Scénario : Sebastian Wehlings, Peer Klehmet et Sascha Arango, d'après le roman Les Aventures de Tom Sawyer de Mark Twain
- Photographie : The Chau Ngo
- Musique : Andreas Schäfer, Biber Gullatz et Moritz Freise
- Pays d'origine :  Allemagne
- Format :
- Genre : Film dramatique
- Durée : 105 minutes
- Dates de sortie :
  -  France : 20 décembre 2013 sur Arte
- Dates de sortie DVD :
  -  France : 3 juillet 2012

## Distribution
- Louis Hofmann : Tom Sawyer
- Leon Seidel : Huckleberry Finn
- Heike Makatsch : Tante Polly
- Benno Fürmann : Indianer Joe
- Joachim Król : Muff Potter
- Peter Lohmeyer : Richter Thatcher
- Hinnerk Schönemann : Shériff
- Sylvester Groth : Doc Robinson
- Thomas Schmauser : Révérend Sprague
- Andreas Warmbrunn : Sid
- Magali Greif : Becky Thatcher

## Suite
La réalisatrice Hermine Huntgeburth a tourné en 2012 Die Abenteuer des Huck Finn (de) (Les Aventures de Huck Finn), adaptation de l'œuvre de Mark Twain en reprenant les mêmes comédiens.